# نهادهای سیاسی از دیدگاه عجم‌اوغلو

## چکیده
نهادهای سیاسی مؤسسات، سازمان‌ها، و ساختارهایی هستند که در یک جامعه برای مدیریت و اداره امور سیاسی و اجتماعی وجود دارند. این نهادها نقش اساسی در تعیین سیاست‌ها، تصمیم‌گیری‌ها، و اجرای قوانین و مقررات دارند. نهادهای سیاسی به صورت گسترده شامل اقدامات، قوانین، اصول، ساختارها و سازمان‌هایی هستند که به یک جامعه کمک می‌کنند تا امور اجتماعی و سیاسی خود را تنظیم کند. 
عجم‌اوغلو معتقد است که نهادهای فراگیر یا بهره‌کش نتیجه‌ی تاریخی، فرهنگی یا جغرافیایی نیستند، بلکه نتیجه‌ی انتخاب‌های سیاسی و اقتصادی هستند. او می‌گوید که تنها راه تحقق توسعه، تغییر نهادهای بهره‌کش به نهادهای فراگیر است که این تغییر نیازمند توانمندسازی و مشارکت مردم در فرایند تصمیم‌گیری است.

## نهادهای سیاسی
منازعه بر سر سیاست‌ها حالتی ایستا دارد و به آنچه اتفاق می افتد مربوط است اما بازیگران عقلایی به آینده نیز فکر می‌کنند. این همان جایی است که نهادهای سیاسی وارد بحث می‌شود. نهادهای سیاسی با دوام هستند و با این حساب، ظرفیت تاثیرگذاری بر اقدامات سیاسی و تعادل‌های سیاسی در آینده را دارند.
با توجه به کتاب «چرا کشورها شکست می‌خورند: ریشه‌های قدرت، شکوفایی و فقر» دو نوع نهاد داریم، نهادهای بهره‌کش و نهادهای فراگیر.

### نهادهای بهره‌کش
نهادهای بهره‌کش، نهادهایی هستند که به نفع یک گروه کوچک از افراد یا نخبگان قدرتمند (فرادستان) عمل می‌کنند و منافع عمومی را نادیده می‌گیرند. این نهادها مانع از رشد اقتصادی و توسعه اجتماعی می‌شوند و باعث افزایش فقر و نابرابری می‌شوند. مثال‌هایی از نهادهای بهره‌کش می‌توانند نظام‌های استعماری، دیکتاتوری، فساد، مالیات‌های نامنصفانه و قوانین مالکیت نامشخص باشند.

### نهادهای فراگیر
نهادهای فراگیر، نهادهایی هستند که به نفع تمام اعضای جامعه عمل می‌کنند و حقوق و آزادی‌های شهروندی را تضمین می‌کنند. این نهادها شرایط لازم برای رشد اقتصادی و توسعه اجتماعی را فراهم می‌کنند و باعث کاهش فقر و نابرابری می‌شوند. مثال‌هایی از نهادهای فراگیر می‌توانند نظام‌های دموکراتیک، حاکمیت قانون، حق رای، قوانین مالکیت مشخص و عدالت اجتماعی باشند.